# 托米·波伊科莱宁

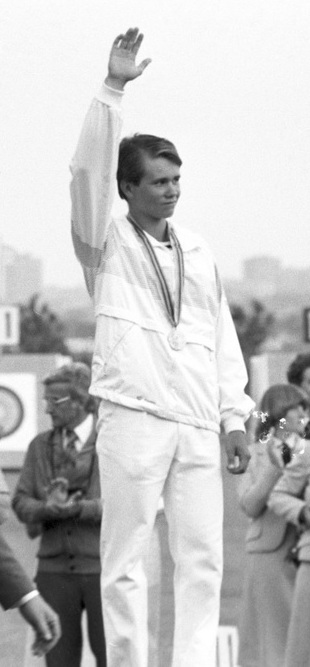
波伊科莱宁在1980年奥运会

托米·亚科·波伊科莱宁（芬蘭語：Tomi Jaakko Poikolainen，1961年12月27日—，生于赫尔辛基），芬兰射箭运动员。在1980年莫斯科奥运会上以2455环的成绩获个人射箭比赛金牌。在1984年洛杉矶奥运上获个人赛第5名。1988年首尔奥运获个人赛第11，团体赛第4。1992年的巴塞罗那奥运会上，与队友法尔克、利波宁等获团体赛银牌。1996年亚特兰大奥运会获个人赛第12、团体赛第8。另外，他还曾获1981年、1991年世界射箭锦标赛银牌。他还曾在1986年欧洲射箭锦标赛上获得个人赛金牌，并于1994年获团体赛金牌。其妻尤塔·波伊科莱宁也是射箭选手。